# Centerville (Utah)
Centerville – miasto w Stanach Zjednoczonych, w stanie Utah, w hrabstwie Davis. Miasto leży w północnej części stanu, w pobliżu wschodniego wybrzeża Wielkiego Jeziora Słonego.
Miasto leży w strefie klimatu kontynentalnego, według klasyfikacji klimatów Köppena jest to strefa Dfb (klimat kontynentalny z ciepłym latem). Średnia temperatura roczna wynosi 10,6 °C, natomiast średnia dla lipca 23,8 °C i stycznia -1,9 °C